# ثكنات مونتانا
ثكنة أو ثكنات مونتانا (بالإسبانية: Cuartel de la Montaña) هو مبنى عسكري في مدريد بني خلال القرن التاسع عشر. حققت شهرة كبيرة لكونها المكان الذي بدأت فيه تمرد يوليو 1936 العسكري في العاصمة الإسبانية. تعرض المبنى للتدمير خلال الحرب الأهلية ثم هدم لاحقا.

## التاريخ

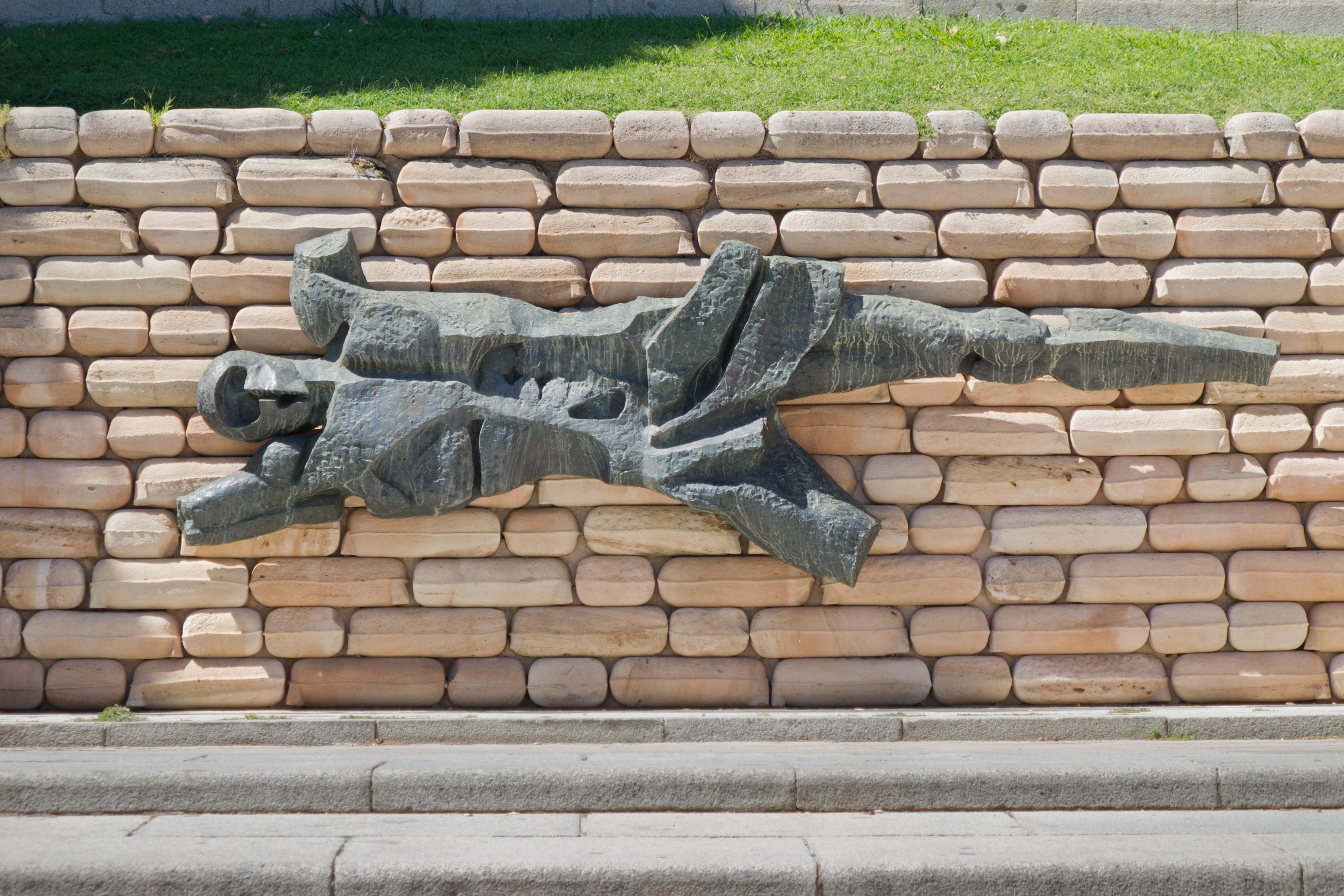
نصب تذكاري لضحايا الثكنات، 1972.

تنتصب الثكنات على جبل برينسيب بيو في مدريد، من نفس المكان الذي أطلقت فيه القوات الفرنسية لجيش نابليون النار على متمردي انتفاضة 1808. وبدأ بناءها سنة 1860. وكانت تكلفة العمل حوالي 20 مليون ريال إسباني، وهي عالية جدًا في ذلك الزمن، والتي تم تمويلها إلى حد كبير مع الأموال التي حصلت عليها الدولة بعد المصادرة الأملاك الكنسية 1858-1863 (المعروفة باسم مصادرة مادوز). والمواد المستخدمة للمبنى هي الطوب والجرانيت الصلب من الحجارة الكبيرة، مع مخطط أرضية مربعة وفناءين، والقدرة على إيواء حامية من 2600 إلى 3000 جندي مشاة ومهندسين ومجموعة إضاءة. بنيت الثكنات في ما كان آنذاك في ضواحي مدريد، وتشكل النقطة الأولى من الطريق العسكري الذي بداية من شارع بيلين ويمر أمام القصر الملكي وانحدار شارع سيغوفيا، وينتهي في Vistillas de San Francisco والثكنات التي تحمل الاسم نفسه، والتي لم يتم بناؤها أبدًا. ومع ذلك أتت أهميتها من دورها في الانتفاضة العسكرية 1936 في مدريد.

## الحرب الأهلية
في يوليو 1936 كانت الثكنات مقر فوج المشاة رقم 4 «كوفادونجا» تحت قيادة العقيد مويسيس سيرا بارتولومي. وفي 19 يوليو 1936 دخلها الجنرال فانخول في ملابس مدنية، وهو لا يملك صفة قيادة قوات في مدريد، لكنه تولى زمام التمرد العسكري في المنشأة. ومع ذلك بدلاً من الخروج مع قواته المتمردة للاستيلاء على النقاط الحيوية في العاصمة، أعلن ببساطة تمرده وأصبح قويًا بالثكنات مع 1500 من رجاله (منهم حوالي 140 طالبًا كانوا في إجازة في العاصمة) وحوالي 180 من الفلانخيين. وتوقع أن تصل التعزيزات من حاميات كامبامنتو وخيتافي وكواترو فينتوس، وجميع تلك الحاميات قد قمع تمردها بسرعة. ويوجد في تلك الثكنة عشرات الآلاف من أقفال البنادق، والتي بدونها تكون البنادق الموجودة عند الحكومة عديمة الفائدة.
بعد ظهر ذلك اليوم كانت الثكنات محاطة بقوات موالية لحكومة الجمهورية وحرس الاقتحام والحرس المدني والميليشيات الشعبية مدججة بالسلاح (مدفعية 105 و 155 ملم وطيران... إلخ). في فجر يوم 20 بدأ إطلاق النار على الثكنات. ولم يستمر المتمردون إلا بضع ساعات فقط. فالتناقض في التوجه بين المتمردين أدى بعضهم إلى رفع العلم الأبيض بينما استمر الآخرون في إطلاق النار على المهاجمين. عندما تم استخدام الطيران ضدهم، تمكن الحرس المدني من الاستيلاء على الثكنات، والقضاء على التمرد. ولكن أدى دخول ميليشيات الأهالي إلى مقتل معظم المتمردين، وخاصة الطلبة الضباط (90 من حوالي 140) والفلانخيين. وقتل مابين 500 و 900 شخص. وقبض على الجنرال فانخول وابنه وملازم طبي وضباط آخرين، حيث أرسلوا إلى السجن. وأعدموا بعد محاكمتهم في 15 أغسطس بتهمة التمرد العسكري.
تضرر مبنى الثكنات بسبب الحصار والاقتحام الذي جرى. وأصيب أثناء الحرب بالعديد من قذائف المدفعية بسبب قربه من خط المواجهة حتى بداية 1937. حيث أضحى في نهاية الحرب مجرد أطلال لا يمكن ترميمه، ولا يزال ممكنًا رؤيته حتى أوائل الستينيات.

### حكم فرانكو
على الرغم من الحالة المتداعية للمبنى، إلا أن قوات فرانكو استخدمت المكان ليكون معسكر اعتقال السجناء الجمهوريين بعد انتهاء الحرب مباشرة في أبريل 1939. وعلى مدى خمسة أيام اكتظ المكان بأكثر من 4000 سجين، تحت حراسة فوج سان المشاة كوينتين رقم 21.
بعد الحرب تم النظر في أفكار مختلفة للاستفادة من الموقع، مثل بناء مقر للفلانخي أو بناء وزارة جديدة. لم يتم تنفيذ أي مشروع وبالآخر تم التنازل عن الموقع لمجلس مدينة مدريد ليكون حديقة عامة.

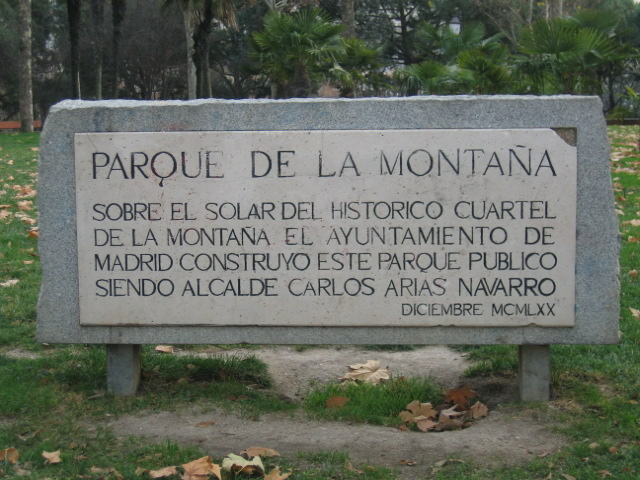
لوحة تذكارية

تم افتتاح منتزه ثكنات مونتانا في 20 يوليو 1972، وفي ذكرى الرجال الذين ماتوا في الدفاع عنها، تم عمل نصب تذكاري يتكون من شخصية برونزية تمثل جسد رجل مشوهة، وضعت في وسط جدار مبني على شكل أكياس رملية.
وفي نفس اليوم تم افتتاح معبد ديبود في نفس الحديقة، التي تقع على الموقع الذي كانت فيه الثكنات.

## وصلات خارجية
- مقالة حول ثكنات مونتانا في Madrid Histórico
- صور وثائقية عن الهجوم على ثكنات مونتانا في Flickr
- اقتحام ثكنات مونتانا في El Mundo
- فيديو عن الاستيلاء على ثكنات الجبل. مستخرج من المسلسل الوثائقي «إسبانيا في الحرب»، بث على TVE في الثمانينيات.